# Jaimee Fourlis
Jaimee Fourlis (* 17. September 1999 in Melbourne) ist eine australisch-griechische Tennisspielerin.

## Karriere
Fourlis spielt überwiegend Turniere der ITF Women’s World Tennis Tour, bei der sie bislang neun Titel im Einzel und zehn im Doppel gewinnen konnte.
Ihr erstes Profiturnier bestritt sie als 14-Jährige im März 2014; sie schied jedoch bereits in der ersten Runde aus. Im März 2015 erreichte sie bei einem $15.000-Turnier in Melbourne ihr erstes Halbfinale, in dem sie Sally Peers mit 3:6 und 2:6 unterlag. Ihren ersten Turniersieg feierte Fourlis im Februar 2016 in Perth, wo sie im Finale Jang Su-jeong mit 6:4, 2:6, 7:61 besiegte.
Im Januar 2025 gewann sie in Canberra zusammen mit Petra Hule ihren ersten Titel im Doppel im Rahmen der WTA Challenger Series.

## Turniersiege

### Einzel
| Nr. | Datum            | Turnier                  | Kategorie   | Belag     | Finalgegnerin                      | Ergebnis       |
| --- | ---------------- | ------------------------ | ----------- | --------- | ---------------------------------- | -------------- |
| 1.  | 14. Februar 2016 | Perth                    | ITF $25.000 | Hartplatz | Jang Su-jeong                      | 6:4, 2:6, 7:61 |
| 2.  | 1. April 2018    | Canberra                 | ITF $25.000 | Sand      | Ellen Perez                        | 6:3, 6:2       |
| 3.  | 29. April 2018   | Santa Margherita di Pula | ITF $25.000 | Sand      | Anastasia Grymalska                | 6:4, 4:6, 6:0  |
| 4.  | 22. August 2021  | Ourense                  | ITF W25     | Hartplatz | Fanny Stollár                      | 7:63, 6:3      |
| 5.  | 13. März 2022    | Bendigo                  | ITF W25     | Hartplatz | Olivia Gadecki                     | 6:3 Aufgabe    |
| 6.  | 5. Juni 2022     | Brașov                   | ITF W60     | Sand      | İpek Öz                            | 7:60, 6:2      |
| 7.  | 12. Juni 2022    | Madrid                   | ITF W25     | Hartplatz | Guiomar Maristany Zuleta de Reales | 6:4, 6:2       |
| 8.  | 12. Februar 2023 | Burnie                   | ITF W25     | Hartplatz | Olivia Gadecki                     | 6:4, 6:3       |
| 9.  | 7. Juli 2024     | Amstelveen               | ITF W35     | Sand      | Berfu Cengiz                       | 7:62, 2:6, 6:1 |

### Doppel
| Nr. | Datum            | Turnier    | Kategorie      | Belag     | Partnerin          | Finalgegnerinnen                      | Ergebnis         |
| --- | ---------------- | ---------- | -------------- | --------- | ------------------ | ------------------------------------- | ---------------- |
| 1.  | 30. März 2019    | Canberra   | ITF $25.000    | Sand      | Alison Bai         | Naiktha Bains Tereza Mihalíková       | 6:2, 6:2         |
| 2.  | 11. Januar 2020  | Canberra   | ITF $25.000    | Hartplatz | Alison Bai         | Anna Bondár Pemra Özgen               | 5:7, 6:4, [10:8] |
| 3.  | 8. Februar 2020  | Launceston | ITF $25.000    | Hartplatz | Alison Bai         | Alicia Smith Abigail Tere-Apisah      | 7:64, 6:3        |
| 4.  | 6. März 2022     | Bendigo    | ITF W25        | Hartplatz | Ellen Perez        | Gabriella Da Silva Fick Alana Parnaby | 6:1, 6:1         |
| 5.  | 8. Oktober 2022  | Sibenik    | ITF W25        | Sand      | Weronika Falkowska | Eleni Christofi Christina Rosca       | 6:4, 6:2         |
| 6.  | 7. Mai 2023      | Wiesbaden  | ITF W100       | Sand      | Olivia Gadecki     | Emily Appleton Julia Lohoff           | 6:1, 6:4         |
| 7.  | 11. Mai 2024     | Prag       | ITF W75        | Sand      | Dominika Šalková   | Noma Noha Akugue Ella Seidel          | 5:7, 7:5, [10:4] |
| 8.  | 13. Juli 2024    | Den Haag   | ITF W75        | Sand      | Petra Hule         | Annelin Bakker Sarah van Emst         | 6:4, 6:2         |
| 9.  | 20. Juli 2024    | Darmstadt  | ITF W35        | Sand      | Petra Hule         | Karolína Kubáňová Sapfo Sakellaridi   | 7:66, 6:4        |
| 10. | 12. Oktober 2024 | Edmond     | ITF W75        | Hartplatz | Kayla Day          | Sophie Chang Rasheeda McAdoo          | 7:5, 7:5         |
| 11. | 4. Januar 2025   | Canberra   | WTA Challenger | Hartplatz | Petra Hule         | Darja Semeņistaja Nina Stojanović     | 7:5, 4:6, [10:6] |

## Abschneiden bei Grand-Slam-Turnieren

### Einzel
| Turnier         | 2017 | 2018 | 2019 | 2020 | 2021 | 2022 | 2023 | 2024 | 2025 | Karriere |
| --------------- | ---- | ---- | ---- | ---- | ---- | ---- | ---- | ---- | ---- | -------- |
| Australian Open | 2    | 1    | Q1   | Q1   | —    | Q2   | 1    | Q1   | Q1   | 2        |
| French Open     | 1    | —    | —    | —    | —    | Q2   | Q3   | Q1   |      | 1        |
| Wimbledon       | —    | Q1   | —    |      | —    | 1    | Q2   | —    |      | 1        |
| US Open         | —    | Q3   | Q3   | —    | Q1   | 1    | Q1   | —    |      | 1        |

Zeichenerklärung: S = Turniersieg; F, HF, VF, AF = Einzug ins Finale / Halbfinale / Viertelfinale / Achtelfinale; 1, 2, 3 = Ausscheiden in der 1. / 2. / 3. Hauptrunde; Q1, Q2, Q3 = Ausscheiden in der 1. / 2. / 3. Qualifikationsrunde; nicht ausgetragen

### Doppel
| Turnier         | 2018 | 2019 | 2020 | 2021 | 2022 | 2023 | 2024 | 2025 | Karriere |
| --------------- | ---- | ---- | ---- | ---- | ---- | ---- | ---- | ---- | -------- |
| Australian Open | 1    | 1    | 2    | 1    | 1    | 1    | —    | 1    | 2        |
| French Open     | —    | —    | —    | —    | —    | —    | —    |      | —        |
| Wimbledon       | —    | —    |      | —    | —    | —    | —    |      | —        |
| US Open         | —    | —    | —    | —    | —    | —    | —    |      | —        |

### Mixed
| Turnier         | 2022 | 2023 | 2024 | Karriere |
| --------------- | ---- | ---- | ---- | -------- |
| Australian Open | F    | 1    | HF   | F        |
| French Open     | —    | —    | —    | —        |
| Wimbledon       | —    | —    | —    | —        |
| US Open         | —    | —    | —    | —        |